# Anatoli Marienhof
Anatoli Marienhof   (Nijni Nóvgorod, 24 de juny de 1897 (Julià) - Sant Petersburg, 24 de juny de 1962), nom complet amb patronímic Anatoli Boríssovitx Marienhof o Mariengof, rus: Анато́лий Бори́сович Мариенго́ф, fou un poeta, novel·lista, dramaturg, memorialista i teòric de l'art rus. Va ser una de les figures més destacades de l'imaginisme. En l'actualitat és recordat principalment per les seves memòries, que representen la vida literària russa dels anys vint, i la seva amistat amb Serguei Iessenin.

## Biografia
Anatoli Marienhof va néixer en el si d'una família livoniana noble a Nijni Nóvgorod. Després de la mort de la seva mare, es va traslladar a Penza, on va assistir al gymnasium. Un cop graduat el 1914, fou reclutat per a l'exèrcit i serví durant la Primera Guerra Mundial al Front Oriental. Després de la mort del seu pare per una bala perduda durant la Guerra Civil Russa, es va traslladar a 1918 a Moscou
La carrera literària de Marienhof va començar aquell mateix any, quan va participar en el manifest dels imaginistes "Deklaràtsia", publicat a Vorónej. El manifest va ser signat també per Serguei Iessenin i altres poetes de Moscou. Junts van començar un nou flux poètic anomenat imaginisme. Marienhof va participar en totes les accions i publicacions imaginistes. Ell mateix va publicar una dotzena de llibres de poesia en 1920-1928. Es va fer amic íntim de Iessenin amb qui va compartir pis durant alguns mesos. Iessenin li va dedicar els poemes "Jo sóc l'últim poeta del poble" rus: Я последний поэт деревни Ia poslednipoet derevni, el poema "Sorokoust" rus: Сорокоуст, el drama "Pugatxev" rus: Пугачев i el poema "Adéu a Marienhof" rus: Прощание с Мариенгофом Prosxànie s Mariengófom
Marienhof es va guanyar més renom amb la seva controvertida ficció: "La novel·la sense mentides" rus: Роман без вранья Roman bez vrania (1926) i "Els cínics" rus: Циники Tsíniki (1928). La primer presentava els seus records ficticis (encara que en gran manera precisos) de la seva amistat amb Serguei Iessenin; aquesta última era una història de la vida dels joves intel·lectuals durant la revolució i el comunisme de guerra. Tots dos es van trobar amb una forta crítica a la premsa soviètica. La Unió d'Escriptors va dictaminar, el 1929, que la seva obra era un 'fenomen antisocial'. "Els cínics" va ser publicat a Berlín (Petropolis); a la Unió Soviètica no veié la llum fins al 1988.
Després de la publicació de la seva última novel·la, "L'home afaitat" rus: Бритый человек Briti txelovek, el 1930 a Berlín i part de la seva novel·la històrica "Iekaterina" (1936), Marienhof va escriure només per a teatre i posteriorment per a la ràdio sense cap esperança de ser publicat de nou. Les obres de Iesenin van ser editades a l'URSS durant un llarg període ometent les dedicatòries a Marienhof.
En els seus anys posteriors, després de la mort de Ióssif Stalin, Marienhof va escriure majoritàriament memòries; Es van publicar diverses dècades després de la seva mort el 1962

## Poema
| «                     | (rus) Ночь, как слеза, вытекла из огромного глаза И на крыши сползла по ресницам. Встала печаль, как Лазарь, И побежала на улицы рыдать и виниться. Кидалась на шеи — и все шарахались И кричали: безумная! И в барабанные перепонки вопами страха Били, как в звенящие бубны. | (català) La nit va caure com una llàgrima d'un ull enorme I de les teulades va baixar per les pestanyes. La tristesa es va instal·lar, com Llàtzer, I va sortir al carrer per plorar i culpar-se. Se'ls va llençar al coll - i tots es van espantar I cridaven: boja! I les orelles tremolant de por Donaven cops semblants al so de la pandereta. | » |
| — A. Mariengof (1917) | | |   |